# Filaircrash 2010
De Filaircrash 2010 was een vliegramp op 25 augustus 2010 rond een uur 's middags lokale tijd met een Let L-410 Turbolet van de Congolese luchtvaartmaatschappij Filair in de stad Bandundu in de Congolese provincie Mai-Ndombe, waarbij 20 mensen om het leven kwamen.
Het toestel was opgestegen vanaf de nationale Luchthaven N'Dolo van de hoofdstad Kinshasa met bestemming Bandundu. Het vliegtuig kwam op een woonhuis terecht, de bewoners daarvan waren niet in de woning aanwezig op het moment van de crash.

## Inzittenden
Bestuurders van het vliegtuig waren Daniel Philemotte, de zaakvoerder van Filair, samen met een Britse copiloot. Zij waren samen met 17 anderen, waaronder de enige stewardess, op slag dood. Twee overlevenden werden naar het ziekenhuis van Bandundu gebracht, een daarvan overleed er 's avonds aan zijn verwondingen. De enige overlevende is een vrouw die op de afdeling intensieve zorg aanvankelijk in kritieke toestand verkeerde, maar na verloop van tijd is hersteld. De meerderheid van de slachtoffers waren Congolezen uit de streek van Inongo.

## Nationaliteit passagiers
| Nationaliteit       | Doden      | Doden | Overlevenden | Totaal |
| Nationaliteit       | Passagiers | Crew  | Overlevenden | Totaal |
| ------------------- | ---------- | ----- | ------------ | ------ |
| België              | 0          | 1     | 0            | 1      |
| Congo-Kinshasa      | 17         | 1     | 1            | 19     |
| Verenigd Koninkrijk | 0          | 1     | 0            | 1      |
| Totaal              | 17         | 3     | 1            | 21     |

## Oorzaak
Het is nog onduidelijk wat de oorzaak van het ongeval is, de flightdatarecorder en cockpitvoicerecorder zijn geborgen, de data werden geanalyseerd.
Bijna twee maanden later, op 21 oktober, kwam de enige overlevende van het ongeval naar buiten met een verhaal dat meerdere personen in paniek naar voren vluchtten door een ontsnapte krokodil. Het vliegtuig zou hierdoor uit balans zijn geraakt en neergestort zijn. Dit bericht is niet geverifieerd maar werd toch een korte tijd kort overgenomen door verschillende media; door de twijfel aan de juistheid heeft een deel van de media dit verhaal teruggetrokken.

## Achtergrond
Net zoals andere Congolese luchtvaartmaatschappijen heeft Filair een niet al te beste reputatie op het vlak van veiligheid, en de maatschappij staat daarom op de zwarte lijst van maatschappijen die niet in het luchtruim van de Europese Unie mogen opereren.
Daniel Philemotte was 62 en woonde reeds tien jaar in Congo.
De Britse copiloot, Chris Wilson, was 39 en afkomstig van het Engelse Shurdington nabij Cheltenham.